# El Socorro, Guanajuato
El Socorro är en ort i Mexiko.   Den ligger i kommunen San Diego de la Unión och delstaten Guanajuato, i den centrala delen av landet, 270 km nordväst om huvudstaden Mexico City. El Socorro ligger 2 010 meter över havet och antalet invånare är 241.
Terrängen runt El Socorro är huvudsakligen platt, men norrut är den kuperad. Runt El Socorro är det ganska glesbefolkat, med 31 invånare per kvadratkilometer. Närmaste större samhälle är Catalán del Refugio, 6,8 km sydväst om El Socorro. Trakten runt El Socorro består till största delen av jordbruksmark.